# 提比略二世
提比略二世·君士坦丁（拉丁語：Tiberius Cōnstantīnus，羅馬化：Tibérios Kōnstantĩnos；6世紀－582年8月14日），也译为提贝里乌斯二世·君士坦丁，是一位東羅馬帝國皇帝（578年－582年在位）。574年，前任皇帝查士丁二世在精神崩潰前立他為凱撒，並收他為養子。578年，垂死的查士丁二世封他為奥古斯都，使他成為共治皇帝。不到兩週後查士丁駕崩，提比略成為帝國皇帝，尊號“君士坦丁”。

## 早年
提比略出生於6世紀中葉的色雷斯，被任命為公證人。552年後的某個時候，他經君士坦丁堡大牧首尤提齊烏斯引薦給未來的皇帝查士丁二世（時任皇帝查士丁尼一世的侄子），與其結下了深厚的友誼。在查士丁的庇護下，提比略被提拔為宫廷卫队指揮官，並於大約565年至574年期間一直擔任該職位。565年11月14日查士丁尼駕崩，提比略親臨查士丁登基典禮，並於566年1月1日出席了查士丁的執政官就職典禮。
查士丁停止了其舅父查士丁尼一世實施向阿瓦爾人繳納軍餉的政策。569年，他任命提比略為军事统帅，負責處理阿瓦爾人及其訴求。經過一系列談判，提比略同意允許阿瓦爾人在巴爾幹半島的羅馬領土上定居，條件是從阿瓦爾人各酋長手中劫持男性人質。然而，查士丁拒絕了這項協議，堅持要從阿瓦爾可汗本人的家族中劫持人質。阿瓦爾人拒絕了這個條件，於是提比略動員軍隊開戰。

### 570年阿瓦爾戰爭
570年，他在色雷斯擊敗阿瓦爾汗國軍隊，返回君士坦丁堡。570年末或571年初，提比略試圖延續這場勝利，卻在多瑙河地區的一場戰鬥中戰敗，他的軍隊在逃離戰場時，他險些陣亡。雙方同意停戰後，提比略護送阿瓦爾使節前往與查士丁商討條約條款。阿瓦爾使節返程途中遭到當地部落的襲擊和搶劫，他們不得不向提比略求助。他成功追蹤到肇事者，並歸還了被盜財物。

### 被封為凱撒（574年至578年）

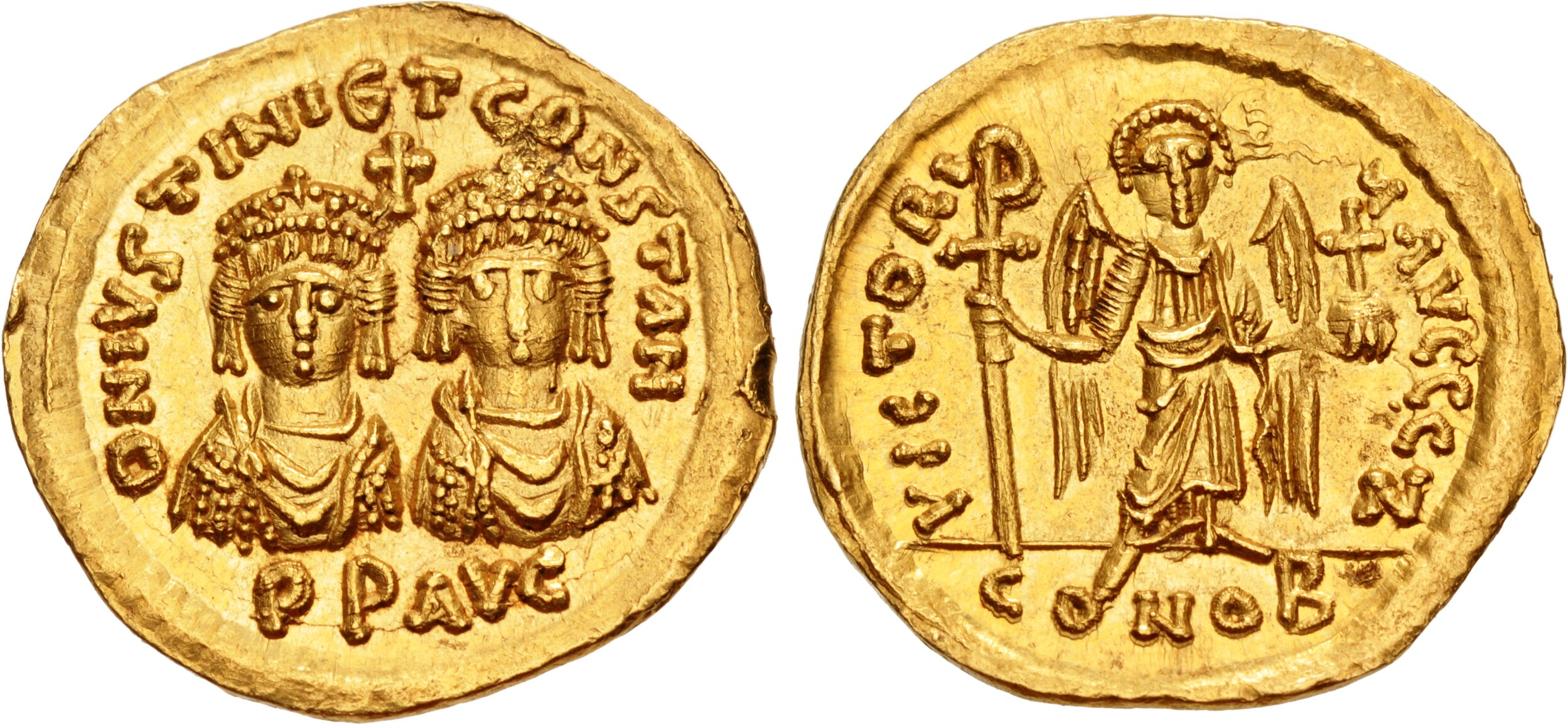
描繪查士丁二世和提比略的索利都斯

574年，皇帝查士丁二世因東部邊境要塞達拉被薩珊波斯帝國攻佔（572年—591年東羅馬—波斯戰爭）後精神崩潰無法自理，迫使索菲亞皇后轉而求助於提比略來管理帝國。帝國當時正與東部的波斯帝國作戰，並應對瘟疫帶來的內部危機。為了爭取喘息的機會，提比略和索菲亞同意與波斯人休戰一年，代價是45,000索利都斯（钱币）。574年12月7日，查士丁二世短暫神智清醒，索菲亞以此機會讓查士丁立提比略為凱撒（繼承人），並收他為養子。提比略在自己的名字後面加上了君士坦丁這個名字。雖然他的地位已經正式確立，但他仍然效忠於查士丁。索菲亞決心繼續掌權，並嚴密控制提比略，直到578年查士丁去世。
提比略被任命為凱撒的第二天，瘟疫消退，這讓他比查士丁擁有了更大的行動自由。提比略也採取了與其前任截然不同的路線，他開始花費查士丁積攢的錢財來保衛帝國邊境，並爭取那些背叛他的民眾的支持。據駐紮在法蘭克王國墨洛溫王朝的史學家都爾的額我略稱，提比略發現了兩件寶藏：納爾塞斯（查士丁尼一世麾下大將）的寶藏和1000個百歲金幣（100,000磅黃金，約合7,200,000索利都斯），全藏在一塊石板下。這些寶藏被分發給了窮人，這讓索菲亞皇后大為震驚。同時代的東羅馬史學家以弗所的約翰寫道，提比略慷慨地向「所有人」贈送禮物，後來成為皇帝後，他把錢發給了富人而不是窮人。在他擔任凱撒期間，他的支出遭到查士丁和索菲亞的反對，她們為他的支出設定了上限，並限制他動用國庫。
除了慷慨解囊外，他還透過取消查士丁尼一世設立的葡萄酒和麵包稅來減少國家收入，並繼續執行查士丁二世禁止出售總督職位的禁令。575年，他將欠稅降至571鎊，並在四年內將稅收降低了四分之一。
他也與阿瓦爾汗國達成停戰協議，每年向他們支付8萬索利都斯，阿瓦爾人同意保衛多瑙河邊境，從而允許提比略向東部調動軍隊，計劃重新與薩珊波斯帝國開戰。575年，提比略開始將色雷斯和伊利里庫姆的軍隊調往東部行省。為了爭取時間做好必要的準備，他同意與波斯人簽訂為期三年的停戰協議，每年支付3萬索利都斯，但停戰協議不包括亞美尼亞的戰爭。提比略不滿足於做好準備，他還利用這段時間派遣由巴杜阿留斯將軍指揮的增援部隊前往意大利大区，阻止倫巴第人的入侵。他從倫巴第人手中拯救了羅馬，並與法蘭克國王（奧斯特拉西亞）希爾德貝爾特二世結盟，擊敗了倫巴第人。不幸的是，巴杜阿留斯於576年戰敗身亡，帝國在義大利的更多領土因此被倫巴第人蠶食。波斯君主霍斯勞一世於576年趁機襲擊帝國的亞美尼亞，洗劫了梅利泰內和塞巴斯特亞，提比略無力應對。提比略將注意力轉向東方，派遣查士丁尼將軍率領東部軍隊，將霍斯勞和波斯軍隊逼回幼發拉底河對岸。查士丁尼率領的東羅馬軍隊深入波斯領土，最終襲擊了阿特羅帕特尼。然而577年，查士丁尼在波斯亞美尼亞戰敗，迫使東羅馬撤軍。為了回應這場失敗，提比略以未來的皇帝莫里斯將軍取代了查士丁尼。在提比略與霍斯勞達成的停戰協議期間，他不僅從西部軍隊調兵遣將，還招募蠻族士兵來增強東部軍隊的實力，並將這些蠻族士兵組建成一支新的同盟軍，到他統治結束時，軍隊規模已達約15,000人。
從577年到578年，提比略一直迴避所有可能分散他注意力、影響他應對即將到來的波斯衝突的紛爭。他透過策略性任命和緩和迫害，成功地安撫了迦克墩派和一性論派基督徒。他向倫巴第部落首領支付了大約20萬索利都斯，試圖分裂他們並阻止他們選舉國王。當斯拉夫人入侵伊利里庫姆時，他調遣阿瓦爾軍隊進攻，迫使他們撤退。因此，當波斯帝國於578年入侵美索不達米亞行省時，他的將軍莫里斯得以入侵波斯的阿爾扎內內和美索不達米亞洗劫了許多重要城鎮，迫使波斯人放棄進攻並回防自己的領土。正是在那段時期，身體狀況不佳的皇帝查士丁二世最終於578年10月5日駕崩。

## 皇帝

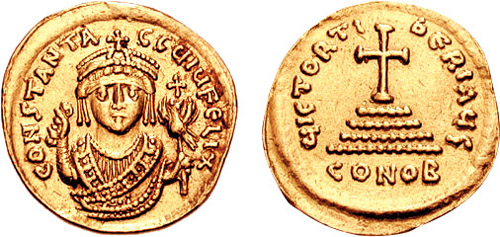
提比略二世的索利都斯钱币

578年9月26日，提比略被身體狀況不佳的查士丁封為奥古斯都。他利用這個機會贈予7200磅黃金，並在其統治的四年間每年都如此。
查士丁的遺孀索菲亞皇后試圖透過嫁給新皇帝來維持自己的權力和影響力，但新皇帝拒絕了她的求婚，因為他已經嫁給了他的妻子伊諾皇后。當提比略初登基為凱撒時，索菲亞拒絕了伊諾及其子女隨其丈夫遷入皇宮的請求，強迫他們居住在附近的一處小宅邸，並禁止他們進入皇宮。 然而，提比略登基為奧古斯都（皇帝）後，便將家人遷入皇宮，並將伊諾改名為「阿納斯塔西婭」，這讓索菲亞非常不滿。因此，索菲亞尋求復仇，這位皇太后與一年前被提比略解僱的將軍查士丁尼秘密結盟。他們密謀推翻皇帝，讓查士丁尼取代提比略為帝。然而陰謀失敗了，索菲亞的生活被縮減到微薄；但查士丁尼得到了提比略的寬恕。
在東方戰勝波斯帝國後，再次讓提比略將目光轉向西方。579年，他再次將軍事活動擴展到西羅馬帝國的殘餘地區。他派遣軍隊和金錢前往義大利增援拉文納，並奪回克拉西斯港。他與一位在西哥德王國煽動叛亂的王子結盟，他的將軍根納迪烏斯在阿非利加大區擊敗了由柏柏爾人國王加爾穆爾率領的叛亂。他也幹預了法蘭克人在前高盧行省的事務，高盧近一個世紀以來基本上沒有與帝國接觸。因此，提比略可能是亞瑟王傳奇中虛構皇帝盧修斯·提比略的原型，他在西羅馬帝國滅亡之後派遣使者前往舊羅馬行省。
579年由於提比略忙於其他事務，阿瓦爾人決定利用巴爾幹半島兵力不足的機會圍攻色米姆。同時，多達10萬斯拉夫人開始遷入色雷斯、馬其頓和希臘南部，由於波斯人拒絕同意東部的和平，而這仍然是皇帝的首要任務，提比略無力阻止。此外，東部軍隊由於沒有收到軍餉而開始焦躁不安，並威脅要嘩變。
580年，莫里斯將軍發動新一輪攻勢，攻擊範圍遠超過底格里斯河。隔年，他再次入侵波斯亞美尼亞，幾乎成功抵達波斯首都泰西封，但波斯軍隊對美索不達米亞行省的反攻迫使他撤軍以應對威脅。到了582年，東羅馬—波斯戰爭似乎看不到盡頭，提比略被迫與阿瓦爾人達成協議，同意恢復戰爭款項，包括補繳圍城費，並割讓至關重要的城市色米姆，而這座城市隨後被阿瓦爾人洗劫一空。斯拉夫人繼續遷徙，他們的遷徙最南到達雅典。儘管波斯軍隊在582年6月君士坦丁娜戰役中慘敗，阻止了新一輪的入侵，但此時的提比略已奄奄一息，顯然是吃了些不健康的食品。
在這種狀態下，提比略最初指定了兩位繼承人，每位繼承人都娶了他的一個女兒。莫里斯將軍與君士坦丁娜訂婚，而與皇帝查士丁尼一世有血緣關係的日耳曼努斯則與卡里托結婚。一些歷史學家認為，他的計畫是將帝國一分為二，莫里斯獲得東部省份，日耳曼努斯獲得西部省份。但該計劃從未實施。582年8月11日，在提比略簽署的一項法令中，只有莫里斯被封為凱撒；582年8月13日，提比略將莫里斯擢升為奧古斯都。
提比略於第二天，即582年8月14日駕崩。

## 遺產

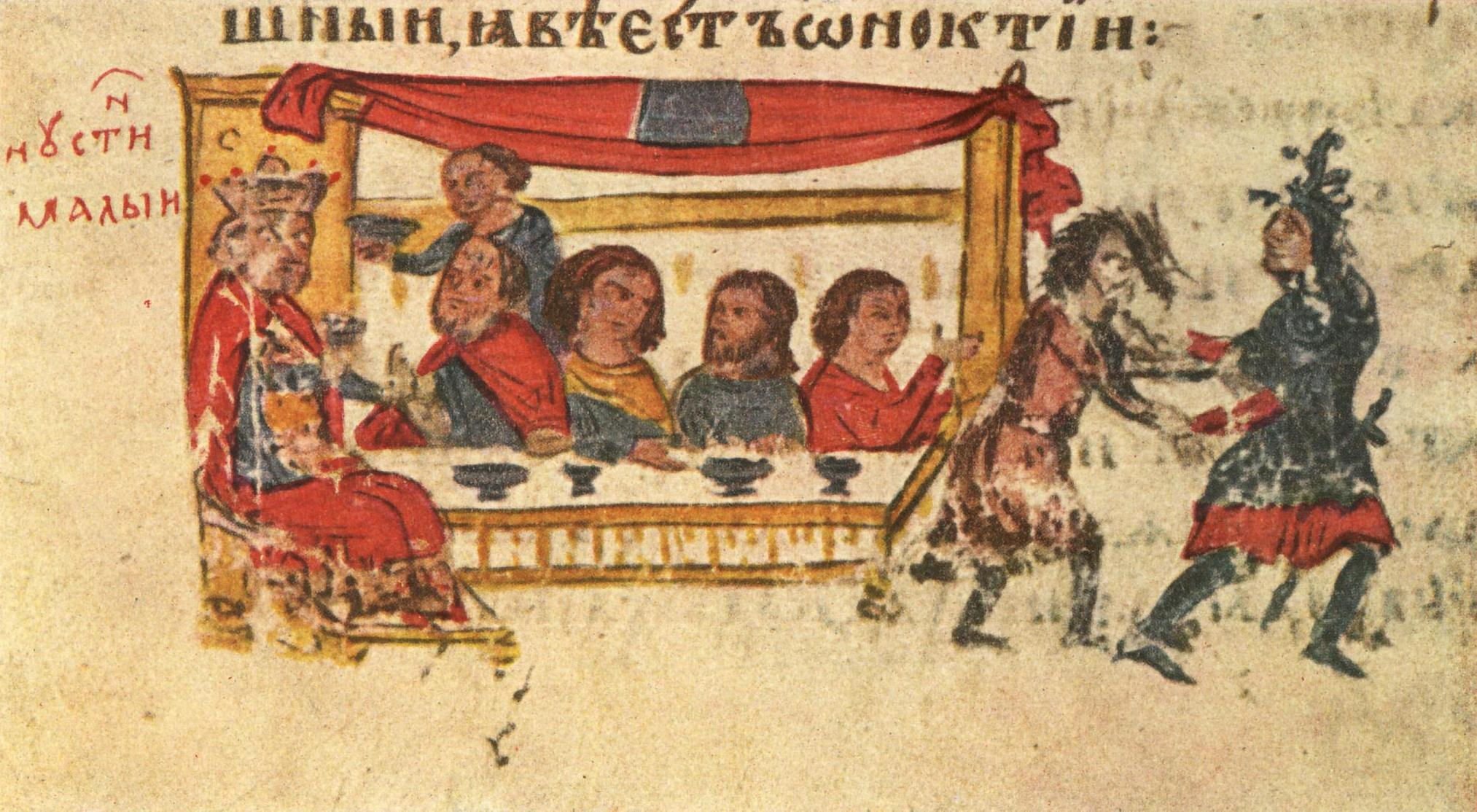
提比略二世。場景出自12世紀的《瑪納塞斯編年史》。

提比略出生於色雷斯拉丁語區，據說他身材高大英俊，舉止高貴典雅。他為人溫和仁慈，無論是作為男人還是君王，都以慷慨大方而聞名。與他的前任查士丁二世不同，他基本上避免迫害一性論派的臣民，但他在西部的阿里烏教派臣民卻沒有得到如此好的待遇。他也花費巨資進行建築工程，其中最引人注目的是君士坦丁堡大皇宮的持續擴建。
18世紀，英國歷史學家爱德华·吉本評價提比略二世是一位仁慈地將財富分配給民眾的模範皇帝。
19世紀的约翰·巴格内尔·伯里並不認同這個觀點，他批評提比略在財務上不負責任。

## 家庭
提比略年輕時曾與伊诺的女兒訂婚，最後在伊諾的女兒和丈夫過世後娶了她。578年，提比略登基為皇帝後，她改名為阿納斯塔西婭。
他們育有三個孩子，其中一個在提比略於574年被封為凱撒之前去世。他的另外兩個女兒，君士坦丁娜嫁給了提比略的繼承人莫里斯將軍，而卡里托嫁給了日耳曼努斯。他的妻子和兩個女兒都比提比略活得長。

## 註腳
1. 1 2 3 4 5  ODB，"Tiberios I" (W. E. Kaegi), pp. 2083–2084.
2. 1 2 3  Martindale 1992，第1324頁.
3. 1 2 3 4 5  Treadgold 1997，第223頁.
4. ↑  Martindale 1992，第1324–1325頁.
5. 1 2 3 4  Martindale 1992，第1325頁.
6. ↑  Theophanes AM 6066
7. 1 2  Bury 1889，第78頁.
8. 1 2 3  Bury 1889，第80頁.
9. ↑  Paul the Deacon，Book III, Chapter 12.
10. ↑  John of Ephesus, Ecclesiastical History 3.3.11, 3.3.14
11. ↑  John of Ephesus, Ecclesiastical History 3.3.11
12. 1 2 3 4 5 6 7  Treadgold 1997，第224頁.
13. ↑  Kaldellis 2023，第327頁.
14. ↑  Kaldellis 2023，第326頁.
15. 1 2 3 4  Treadgold 1997，第225頁.
16. ↑  Martindale 1992，第756頁.
17. 1 2  Norwich 1990，第272頁.
18. ↑  Bury 1889，第79頁.
19. 1 2 3 4 5 6 7  Treadgold 1997，第226頁.
20. 1 2  Kaldellis 2023，第328頁.
21. 1 2 3  Martindale 1992，第1326頁.
22. ↑  Martindale 1992，第529頁.
23. ↑  Treadgold 1997，第227頁.
24. ↑  Bury 1889，第81頁.
25. ↑  Gibbon，Chapter 45.
26. ↑  Bury 1889，第80–81頁.
27. ↑  Martindale 1992，第1323頁.
28. ↑  Martindale 1992，第1323–1324頁.